# Dream5〜5th Anniversary〜シングルコレクション
『Dream5〜5th Anniversary〜シングルコレクション』（ドリームファイブフィフスアニバーサリーシングルコレクション）は、2015年2月11日にavex traxから発売されたDream5の初のベストアルバム。

## 概要
- 現在の所、Dream5として最初で最後となる唯一のベストアルバムである（「まごころ to you」以来2枚目のフルアルバムでもある）。
- デビュー曲の「I don't obey〜僕らのプライド〜」から「ダン・ダン ドゥビ・ズバー!」までと新曲2曲の全17曲で構成されている。
- これまでのCDシングルからそれぞれ1曲目のみを収録しているため、「EZ DO DANCE」「Wake Me Up!」「ドレミファソライロ」は収録されていない。ただし、「Break Out/ようかい体操第一」に関しては、カップリング曲「ハッピーデー」も含め全て収録されている。
- 「CD+DVD盤」と「CD ONLY盤」の2形態で発売された。また、全国のイトーヨーカドー限定でこのアルバムのミュージックカードも販売された。(収録内容はCD ONLY盤と同じ)

## Dream5 Tour 2015〜シングルコレクション〜
- このアルバム発売をうけて、2015年5月から6月にかけて、Dream5の2回目のワンマンライブツアーとなる「Dream5 Tour 2015〜シングルコレクション〜」の開催が発表された。2014年にツアーを行った東京/名古屋/大阪に加え、新たに福岡と仙台での開催が決定。ツアーファイナルは、5周年ライブを行ったZepp Divercity(TOKYO)で6月20日に行われることが発表された。また、今回のツアーより、Dream5のオフィシャルアプリによるチケット先行予約が行われるようになった。スケジュールは以下の通り。
  - 2015年5月1日(金)　梅田クラブクアトロ
  - 2015年5月2日(土)　名古屋クラブクアトロ　※昼・夜の２回公演
  - 2015年5月6日(水・祝)　渋谷クラブクアトロ　※昼・夜の２回公演
  - 2015年5月16日(土)　福岡イムズホール
  - 2015年6月7日(日)　仙台darwin
  - 2015年6月20日(土)　Zepp DiverCity (TOKYO)

## 収録曲

### CD
1. I don't obey〜僕らのプライド〜 [4:37]
作詞/作曲/編曲：m.c.A.T
1stシングル。
2. 僕らのナツ!! [4:25]
作詞：前田亘輝、作曲：春畑道哉、編曲：鈴木 Daichi 秀行
2ndシングル。
3. 恋のダイヤル6700 [3:01]
作詞：阿久悠、作曲：井上忠夫、編曲：守尾崇
3rdシングル。
4. Like & Peace! [3:38]
作詞：leonn、作曲：y@suo ohtani、編曲：日比野裕史
4thシングル。アルバム初収録。
5. キラキラ Every day [4:02]
作詞：leonn、作曲：松田純一、編曲：日比野裕史
5thシングル。アルバム初収録。
6. I★my★me★mine [4:01]
作詞：leonn、作曲：松田純一、編曲：日比野裕史
6thシングル。「I★my★me★mine/EZ DO DANCE」の1曲目。
7. READY GO!! [4:09]
作詞：桑谷実沙・leonn、作曲：桑谷実沙、編曲：渡辺徹
7thシングル。「READY GO!!/Wake Me Up!」の1曲目。
8. シェキメキ! [4:23]
作詞：leonn、作曲：渡辺徹、編曲：渡辺徹・清水武仁
8thシングル。
9. COME ON! [4:35]
作詞：leonn・桑谷実沙、作曲：桑谷実沙、編曲：ats-
9thシングル。「COME ON!/ドレミファソライロ」の1曲目。
10. Hop! Step! ダンス↑↑ [4:31]
作詞：leonn、作曲：日比野裕史、編曲：渡辺徹
10thシングル。
11. We are Dreamer [4:18]
作詞：Jam9、作曲：ArmySlick・Jam9、編曲：ArmySlick
11thシングル。
12. Break Out [4:05]
作詞：marker、作曲：SiZK・Moi、編曲：SiZK
12thシングル。「Break Out/ようかい体操第一」の1曲目。アルバム初収録。
13. ようかい体操第一 [4:02]
作詞：ラッキィ池田・高木貴司、作曲：菊谷知樹、編曲：日比野裕史
12thシングル。「Break Out/ようかい体操第一」の2曲目。アルバム初収録。
14. ハッピーデー [4:17]
作詞：森月キャス、作曲：大西克巳、編曲：大西克巳、うた：重本ことり
12thシングル。「Break Out/ようかい体操第一」の3曲目。アルバム初収録。
15. ダン・ダン ドゥビ・ズバー! [4:55]
作詞：motsu 高木貴司、作曲/編曲：菊谷知樹、うた：Dream5+ブリー隊長
13thシングル。アルバム初収録。
16. Our Days [4:31]
作詞：PRINCE.YK、作曲：NA.ZU.NA・PRINCE.YK、編曲：NA.ZU.NA
アキレス「瞬足 青空足育教室 編」CMソング。
17. スタートライン [4:19]
作詞：NA.ZU.NA・Mai Watarai、作曲/編曲: NA.ZU.NA
アキレス「瞬足 足の裏 編」CMソング。

### DVD
『Dream5 5th Anniversary LIVE 2014.11.09@Zepp DiverCity TOKYO』
1. I don't obey 〜僕らのプライド〜
2. 僕らのナツ!!
3. We are Dreamer
4. ダンストラックNo6
5. ハッピーデー
6. ようかい体操第一
7. ダン・ダン ドゥビ・ズバー!
8. Our Days
9. タビダチノウタ
10. EZ DO DANCE
11. Break Out
12. COME ON!
13. READY GO!!
14. Summer Rainbow
15. JUMPIN' TO THE SKY (ENCORE)
16. シェキメキ! (ENCORE)
17. I★my★me★mine (ENCORE)
18. シュンカシュウトウ (ENCORE)

特典映像
1. Dream5 5th Anniversary LIVEメイキング映像